# Двадцать франков «Голубая и коричневая»
Двадцать франков «Голубая и коричневая» — французская банкнота, выпущенная Банком Франции, эскиз которой разработан 1 июля 1874 года и выпускалась Банком Франции с 30 июля 1874 года до 30 июля 1914 года. В 1917 году её заменила двадцать франков Баярд.

## История
Банкнота относится к «сине-голубой серии» начатой Банком Франции в 1862 году, с банкноты 1000 франков синяя, новый дизайн которой был разработан для борьбы с контрафактной продукцией, в том числе есть факты, что развитие фотографии улучшило подделку банкнот. В частности существовавшие тогда банкноты с черным фоном стали легко подделываться. Создание банкноты стало возможным благодаря работе знаменитого химика Марселина Бертело, который разработал печать с одновременным использованием двух цветов. После долгих колебаний руководства банка Франции, серия пошла в печать. В банкноте был использован новый цвет — бистр. Еще одним нововведением ставшим очень своевременным для того времени: гравировка была напечатана бесцветными чернилами, невидимыми в нормальном состоянии, или говоря современным языком водяной знак.
Эта банкнота, имевшая хождение до июля 1914 года, была выпущена малым тиражом. С одной стороны из-за технических проблем до 1880 года, а во-вторых, из-за широкого использования золотой монеты с номиналом 20 франков. 5 августа 1914 года, после вступления в войну, правительство Франции приостановило обмен банкноты на золото. Эта банкнота встречается крайне редко.
С 1 октября 1917 года банкноты начинают изыматься из обращения, и перестают быть законным платежным средством с 31 декабря 1933 года.

## Описание
Банкнота печаталась в тёмно-синем дизайне, фоном послужил цвет бистр, номинал выполнен буквами в чёрном цвете. Существует ещё одна альтернатива банкноты, с надписью номинала в синем цвете, созданная 2 января 1906. Дизайн разработан французским художником Камилем Шазалем, бывшим автором подобной банкноты пять франков Зодиак, гравёром Шарлем Моро(в 1874) и Дюжарденом (в 1905).
Аверс: слева расположен Меркурий, справа Церера. В центре два медальона с их изображениями и две выноски с текстом.
Реверс: Два медальона с женским и мужским изображениями.
Водяной знак представляет собой голову женщины в профиль с надписью «Банк Франции».
Размеры банкноты 148 мм х 98 мм для типа 1874 года и 150 мм х 100 мм для типа 1905 года.